# Rynek 18 (Lublin)

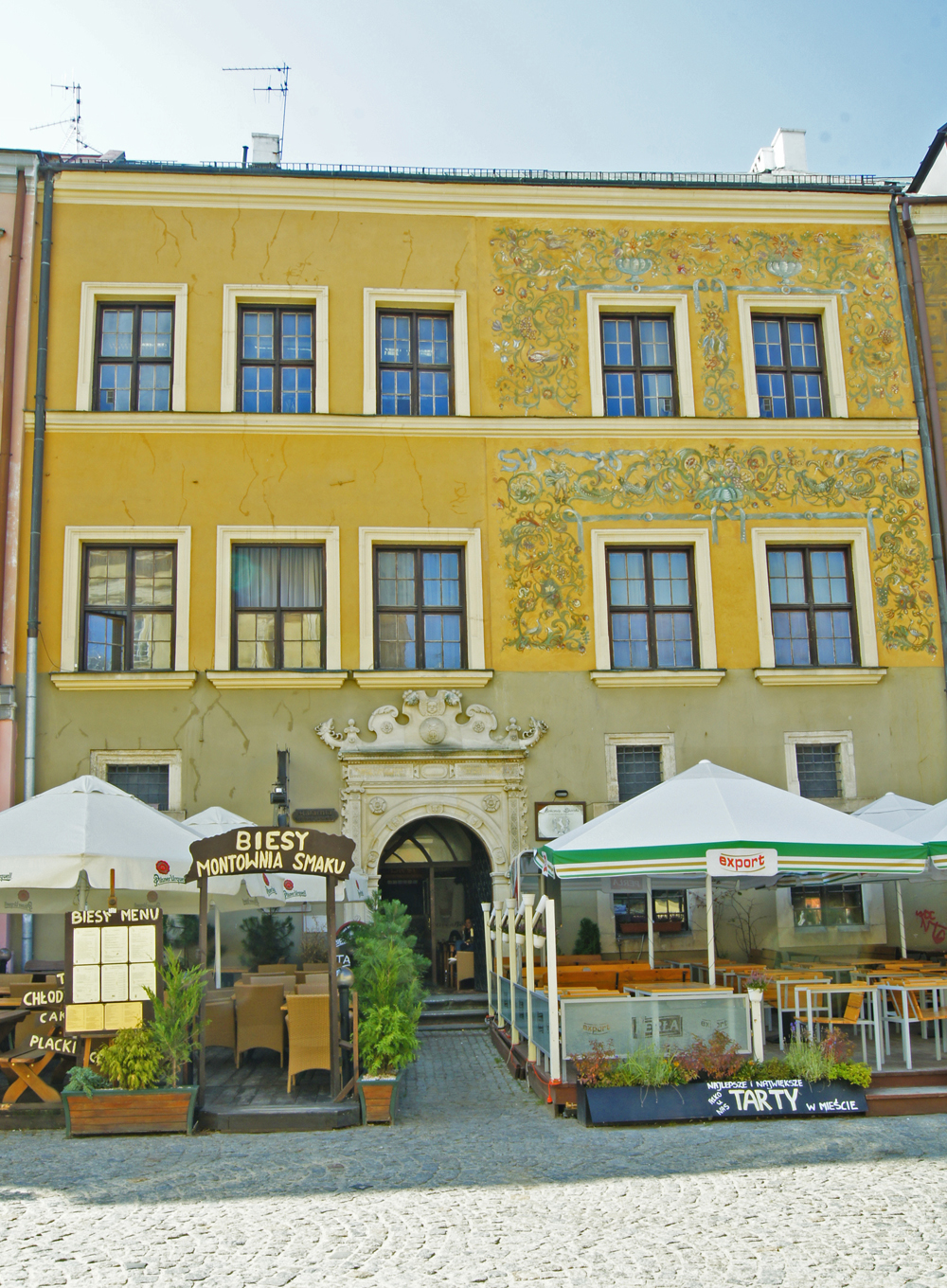
Gebäude bei Rynek 18 in Lublin

Das Gebäude an der Adresse Rynek 18 befindet sich in der historischen Altstadt von Lublin in Polen, genauer: am Marktplatz. In der aktuellen Form wurde es nach der Zerstörung im Zweiten Weltkrieg von 1949 bis 1951 errichtet.

## Geschichte
An der Stelle des heute vorhandenen Bauwerks befanden sich im Mittelalter zwei verschiedene Gebäude. Diese wurden im Laufe der Zeit zu einem gemeinsamen verbunden. Es besaß eine Fassade im Stil der Renaissance. Im Erdgeschoss war ein manieristisches Portal angebracht. Zu dieser Zeit war das Haus im Besitz der Konopnica Familie. Geschaffen wurde es vermutlich von Meistern der Werkstatt von Pińczów und ahmte den Stil des italienischen Architekten Santi Gucci nach. Ab 1674 war das Erdgeschoss mit Strebepfeilern versehen. Im Zweiten Weltkrieg wurde das Gebäude zerstört und neu errichtet. Eine Renovierung fand 1954 statt. Aus dieser Zeit stammen die Dekorationen auf der rechten Hälfte der Fassade. Diese wurden von Hanna und Jan Cybis geschaffen. Oberhalb des Einganges befand sich eine Büste des polnischen Renaissancearchitekten Jan Michałowicz aus Urzędów, welche jedoch nicht mehr vorhanden ist. Während Erhaltungsmaßnahmen 1965 durchgeführt und die Strebepfeiler im Erdgeschoß entfernt wurden, kam Mauerwerk aus der Renaissance sowie Fragmente des Portals zum Vorschein. Mitte der 1970er Jahre wurden erneut Instandhaltungsmaßnahmen durchgeführt. Dabei wurde das Portal auf Basis von Mustern von Santi Gucci rekonstruiert.